# Enteletes
Enteletes is een geslacht van uitgestorven brachiopoden, dat voorkwam van het Laat-Carboon tot het Perm. 

## Beschrijving
Deze 1,75 centimeter lange articulate brachiopode kenmerkt zich door een kleine bolvormige schaal qua omtrek en profiel. Het golvend schelpoppervlak bevat zeer fijne ribben.

## Soorten
- E. acutiplicatus † Hayasaka 1932
- E. andii † d'Orbigny 1842
- E. andrewsi † Grabau 1931
- E. angulatoplicata † Grabau 1931
- E. angulatus † Girty 1908
- E. asymmatrosis † Xu & Grant 1994
- E. bisulcata † Liao & Meng 1986
- E. bowsheri † Cooper & Grant 1976
- E. carnica † Schellwien 1892
- E. carniolicus † Schellwien 1900
- E. conjunctus † Reed 1944
- E. contractus † Gemmellaro 1899
- E. costellatus † Cooper & Grant 1976
- E. densus † Cooper & Grant 1976
- E. dieneri † Schellwien 1900
- E. dumblei † Girty 1908
- E. dzhagrensis † Sokolskaja 1965
- E. elegans † Gemmellaro 1899
- E. exiguus † Cooper & Grant 1976
- E. ferrugineus † Waagen 1884
- E. geniculatus † Licharew 2002
- E. gibbosus † Chronic 1949
- E. globosus † Girty 1908
- E. granti † Waterhouse & Gupta 1983
- E. haugi † Gemmellaro 1899
- E. hemiplicata † Hall 1852
- E. imperans † De Gregorio 1930
- E. kayseri † Waagen 1884
- E. subaequivalioides † Liang 1990
- E. laevissimus † Waagen 1884
- E. lamarcki † Fischer de Waldheim 1825
- E. lateroplicatus † Fantini Sestini & Glaus 1966
- E. leonardensis † King 1931
- E. liumbonus † King 1931
- E. lukouensis † Yang 1977
- E. meridionalis † Gemmellaro 1899
- E. merzbacheri † Keidel 1906
- E. microplocus † Gemmellaro 1899
- E. mioplicata † Zhao & Tan 1984
- E. najae † Fredericks 1925
- E. nucleolus † Grabau 1931
- E. obesus † Grabau 1931
- E. obscura † Jin & Ye 1979
- E. obsoletus † Gemmellaro 1899
- E. oehlerti † Gemmellaro 1899
- E. pentameroides † Waagen 1884
- E. plummeri † King 1931
- E. pussiloplicata † Liao 1979
- E. retardata † Huang 1933
- E. rotundobesus † Cooper & Grant 1976
- E. salopeki † Sremac 1986
- E. singularis † Reed 1944
- E. socialis † Reed 1944
- E. stehlii † Cooper & Grant 1976
- E. subaequivalvis † Gemmellaro 1899
- E. subcircularis † Cooper & Grant 1976
- E. subnudus † Cooper & Grant 1976
- E. subobesa † Grabau 1931
- E. talimuheensis † Chen 2004
- E. tenuistriatus † Maslennikov 1935
- E. tschernyscheffi † Diener 1897
- E. dieneri † Gemmellaro 1899
- E. milleplicata † Liang 1990
- E. zhejiangensis † Liang 1990
- E. zhexiensis † Liang 1990
- E. tschernyschewi † Gemmellaro 1899
- E. waageni † Gemmellaro 1899
- E. wannanensis † Zhang & Jin 1961
- E. wolfcampensis † King 1931
- E. wordensis † King 1931
- E. xiziensis † Liang 1990
- E. huadongensis † Liang 1990
- P. eximius † Liang 1990
- T. gaudryi † d'Orbigny 1842